# Phalempin
Phalempin är en kommun i departementet Nord i regionen Hauts-de-France i norra Frankrike. Kommunen ligger i kantonen Pont-à-Marcq som tillhör arrondissementet Lille. År 2022 hade Phalempin 4 863 invånare.

## Befolkningsutveckling
Antalet invånare i kommunen Phalempin
| Referens: INSEE |